# La Capul Midia
La Capul Midia este un film românesc din 1980 regizat de Alexandru Boiangiu.